# Furuichi kofungun
Furuichi kofungun (japanski: 古市古墳群) je skupina megalitskih tumula (kofuna) u gradovima Habikino i Fujiidera, oko 10 km istočno od središta grada Sakaija (Ōsaka, prefektura) u Japanu. Sačuvane su 31 grobnica u obliku ključanica, 30 okruglih, 49 pravokutnih i 14 grobnica neodređenog oblika.
Kofunguni Mozu i Furuichi su upisani na UNESCOv popis mjesta svjetske baštine u Aziji 2019. godine jer „predstavljaju najbogatiji materijalni prikaz kofunskog razdoblja (sredina 3. st. - rano srednje 6. st.) japanske povijesti. Oni pokazuju razlike u društvenim klasama tog razdoblja i visoko sofisticirani pogrebni sustav privilegiranih”.

## Povijest i odlike
Kofunsko razdoblje (od oko 250. do 538. godine), koje se nastavlja na razdoblje Yayoi, predstavlja najstariji dio pisane povijesti Japana, prije nego što je japansko društvo postalo etablirana centralizirana država pod utjecajem kineske kulture. Ime je dobilo upravo po kofunima, megalitskim tumulima koji su bili karakteristični za to razdoblje. U tom razdoblju na većem dijelom zapadnog Honshūa i sjeverne polovice Kyūshūa izgrađeno je oko 20.000 kofuna (od oko 160.000 kofuna u Japanu i okolici). Najviše ih je u ravnici Osake i slivu rijeke Nare, koja je bila kulturno središte razdoblja Kofuna. 
Kofuni skupine Furuichi predstavljaju razdoblje „srednje kofunsko razdoblje” (kraj 4. do kraja 5. stoljeća) koje se smatra vrhuncem kofunskog razdoblja. Kofuni su u mnogim oblicima i dimenzijama s različitim uzorcima. Neki su jednostavnog kružnog ili kvadratnog oblika (empun i hōfun), a veći su u obliku ključanice (zempō kōenfun); oni predstavljaju najvišu klasu kofuna i građeni su pomno i raskošno. Tri glavne odlike ovih kofuna su njihova ogromna veličina i okruženost s nekoliko jarkova i mnogim sekundarnim kofunima.
Najistaknutiji u ovoj grupi kofuna je Funjin-tennō-ryō kofun ili Konda Gobyoyama kofun (slika desno) duljine od 425 i visine 36 metara, za koji se vjeruje da je drugi po veličini u zemlji. Datira se u prvu polovicu 5. stoljeća i smatra se grobom cara Ōjina. Pod zaštitom je „Ureda carskog dvora Japana” i ulazak na teritorij nasipa, kao i istraživanje su zabranjeni. 
Ova skupina također ima 11 golemih masivnih zaobljenih kofuna u obliku ključanica, dužine nasipa od 200 metara ili više.
Ove pogrebne gromile zajedno s ostacima pokojnika, sadržavaju i predmete od željeza, oružje, uključujući strijelice, mačeve, vrhove motika i lopata i mnoge druge slične predmete. U grobnicama se nalaze i starine izrađene od pozlaćene bronce, kao što su konjske uzde i kopče.
- Oka Misanzai kofun iz zraka
- Ichinoyama kofun
- Karusato Otsuka kofun
- Komuroyama kofun
- Tsudo Shiroyama kofun

## Vanjske poveznice
|  | Zajednički poslužitelj ima još gradiva o temi Furuichi kofungun |

- Stara baza grobnica, city.sakai.lg.jp (jap.)